# 杂多县
杂多县（藏語：རྫ་སྟོད་རྫོང，威利转写：rdza stod rdzong，藏语拼音：Zadoi Zong）是中华人民共和国青海省玉树藏族自治州下辖的一个县，位于玉树州东南部，唐古拉山北侧；西边与西藏自治区接壤。面积30161平方公里，常住总人口約7万，其中藏族占98%。县人民政府驻萨呼腾镇。
1953年由玉树县、囊谦县西部地区合并设置杂朵县；1954年改杂多县。

澜沧江南源-扎那曲(Zhana Qu)發源于县内莫云乡查加日瑪西面4公里的高地，高地北侧有从曲、尕格曲、玛格曲、拉巴曲、赛陇曲、巴曲等分别汇入拉娘曲(杂多县莫云乡达英村) ，往西北流向莫曲(治多县索加乡)；
澜沧江北源-扎阿曲(Zhaa Qu)發源於县内扎青鄉果宗木查山。
兩者在朶那松多(33°13′N 94°36′E / 33.21°N 94.6°E)交會，交會後始稱扎曲。至於何者為正源，自古便有多種不同說法。

## 行政区划
杂多县下辖1个镇、7个乡：
萨呼腾镇、昂赛乡、结多乡、阿多乡、苏鲁乡、查旦乡、莫云乡和扎青乡。

## 人口
根据(青海省)玉树州第七次全国人口普查公报显示：杂多县常住人口为68759人，男性人口占比50.59%，女性人口占比49.41%，年龄结构中0-14岁占比38.87%，15-59岁占比55.46%，60岁以上占比5.67%，65岁以上占比4.75%。

## 交通
- 345国道过境。